# Wyoming Legislature

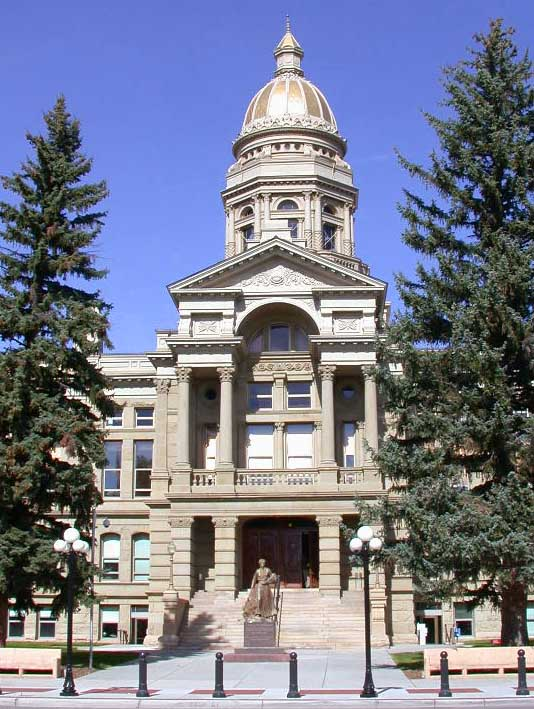
Die Legislature tagt im Wyoming State Capitol

Die Wyoming Legislature ist die State Legislature und damit die Legislative des US-Bundesstaats Wyoming. Sie wurde durch Verfassung des Wyoming-Territoriums 1869 geschaffen und besteht aus dem Repräsentantenhaus von Wyoming, das als Unterhaus fungiert, sowie dem Senat von Wyoming als Oberhaus. Die Legislature tagt im Wyoming State Capitol in Cheyenne, das auch Sitz des Gouverneurs und seines Stellvertreters ist.
Das Repräsentantenhaus besteht aus 62 Mitgliedern, der Senat aus 31. Das Repräsentantenhaus wird für zwei Jahre gewählt. Die Amtszeit der Senatoren beträgt vier Jahre, jeweils die Hälfte des Senats wird gleichzeitig mit dem Repräsentantenhaus gewählt. Der Wahltag fällt mit dem des Bundeskongresses zusammen.
Wählbar sind US-Bürger, die in Wyoming und mindestens ein Jahr im entsprechenden Wahlbezirk leben. Das Mindestalter beträgt 25 Jahre für den Senat, 21 Jahre für das Repräsentantenhaus.
Die National Conference of State Legislatures (NCSL) ordnet die Legislature von Wyoming als Teilzeitparlament ein. Mit einer Vergütung von 150 USD pro Tag und 109 USD pro Sitzungstag (2020) liegen die Abgeordneten im unteren Bereich der Staatsparlamentarier.